# Johannes Breitmeier
Johannes Breitmeier (* 14. Februar 1913 in Guben; † 8. April 2002 in Bernau) war ein deutscher Tier- und Landschaftsmaler sowie Buchillustrator, der besonders für seine genaue Beobachtungsgabe und seine fein ausgeführten (farbigen) Zeichnungen bekannt war.

## Leben
Während seiner Zeit in Frankfurt (Oder) in den 1960er Jahren hielt Breitmeier regen Kontakt zum Ornithologen Otto Fehringer, der von 1933 bis 1938 einer der Geschäftsführer der damals frisch gegründeten gemeinnützigen Heidelberger Tiergarten-GmbH war.
Breitmeier widmete sich hauptsächlich der detailgetreuen Illustration vieler bekannter Tierbücher für verschiedene Verlage der DDR und später auch der Bundesrepublik Deutschland. Er gab zudem anderen Künstlern Unterricht, u. a. der Malerin Elisabeth Zander von ihrem achten bis vierzehnten Lebensjahr.

## Buchpublikationen mit Illustrationen Breitmeiers
- Unsere Stubenvögel, Haltung / Pflege / Zucht, Illustrationen von Johannes Breitmeier, Deutscher Bauernverlag, 1955
- Biber Schwan und Wasserfloh, Illustrationen von Johannes Breitmeier, 1960 und 1974
- Handbuch des Angelsports, Illustrationen von Willy Schulz-Kabbe und Johannes Breitmeier, Sportverlag Berlin, 1964
- Wolfgang Zeiske. Das große Buch vom Wald. Der Kinderbuchverlag Berlin, 1964
- Ich weiß etwas. Tierbeobachtungen in Haus, Hof und Garten, Illustrationen von Johannes Breitmeier, Jugendland Verlag, 1966
- Tiere um uns. Ein Besuch in zoologischen Gärten und Tierparks der DDR, Illustrationen von Johannes Breitmeier, 1966
- Angle richtig!, Illustrationen von Willy Schulz-Kabbe und Johannes Breitmeier, Sportverlag Berlin, 1966 und 1981
- Fischkunde für Angler, Farbtafeln von Johannes Breitmeier, Sportverlag Berlin, 1967 und 1981
- Auf Vogelpirsch, Illustrationen von Johannes Breitmeier, Kinderbuchverlag Berlin, 1968
- Fremdländische Stubenvögel, 24 Farbtafeln von Johannes Breitmeier, Urania Verlag Leipzig Jena Berlin, 1969
- Zwischen Düne und Meeresgrund: Tiere und Pflanzen des Ostseeraumes, 80 farbige und schwarzweisse Tafeln von Johannes Breitmeier und Heinz Dost, Urania Verlag Leipzig Jena Berlin, 1969
- Spuren im Schilf, Illustrationen von Johannes Breitmeier, Sportverlag Berlin, 1970
- Schwäne, Gänse und Enten, 24 Tafeln von Johannes Breitmeier, Urania Verlag Leipzig Jena Berlin, 1972
- Sittiche und andere Papageien, 24 Tafeln von Johannes Breitmeier, Urania Verlag Leipzig Jena Berlin, 1973
- Geschützte und jagdbare Vögel, Illustrationen von Johannes Breitmeier, Urania Verlag Leipzig Jena Berlin, 1973 und 1980
- Wir bestimmen Tiere, Illustrationen von Johannes Breitmeier, Aulis Verlag Deubner + Co, 1975
- Aus der Wildnis entführt: Tier- und Pflanzenzüchtung gestern, heute und morgen, Illustrationen von Johannes Breitmeier, Kinderbuchverlag Berlin, 1975
- Rund um die Biologie, Illustrationen von Johannes Breitmeier, Kinderbuchverlag Berlin, 1977
- Ein Jahr in der Natur: Pflanzen und Tiere unserer Heimat, Illustrationen von Johannes Breitmeier, 1978
- Pflanzen und Tiere – Ein Naturführer, Illustrationen von Johannes Breitmeier, 1979
- Tiere aus aller Welt, Illustrationen von Johannes Breitmeier, Kinderbuchverlag Berlin, 1980
- Birke, Reh und Schwalbenschwanz, Illustrationen von Johannes Breitmeier, Kinderbuchverlag Berlin, 1980
- Kleine Ferienfibel, Illustrationen von Johannes Breitmeier, Kinderbuchverlag Berlin, 1981
- Fisch- und Gewässerkunde. Ein Nachschlagewerk für Angelsportler, Illustrationen von Reiner Zieger, Wolfgang Hornuff, Roland Jäger, Johannes Breitmeier, Sportverlag Berlin, 1982
- Vögel im Käfig, Illustrationen von Johannes Breitmeier, Kinderbuchverlag Berlin, 1982
- Amsel Drossel Fink und Star, Illustrationen von Johannes Breitmeier, Kinderbuchverlag Berlin, 1983 und 1991
- Maulwurf, Wal und Fledermaus, farbige Illustrationen von Johannes Breitmeier, Kinderbuchverlag Berlin, 1984
- Ich weiß etwas, Tierbeobachtungen in Wald und Feld, Illustrationen von Johannes Breitmeier, Kinderbuchverlag Berlin, 1986
- Wir bestimmen Pflanzen, Illustrationen von Hille Blumfeldt, Johannes Breitmeier, Peter Gröbner, Wolfgang Heinrich, Hella Helk u. v. a., 1987
- Feigenbaum und Seidenspinner, Pflanzen und Tiere ferner Länder, Illustrationen von Johannes Breitmeier, Kinderbuchverlag Berlin, 1989
- Adler, Kiebitz, Storch und Schwan, Gebundene Ausgabe Illustrationen von Johannes Breitmeier, Kinderbuchverlag Berlin, 1998
- Jonny Jet der Eisvogel, Illustrationen von Johannes Breitmeier, Verlag Fischer München, 2006

## Ausstellungen
- 1983: Leipzig, Galerie der Georg-Maurer-Bibliothek (Einzelausstellung; Illustrationen)
- 1984: Berlin, Galerie im Prater (Kinderbuchillustrationen)